# 建兴 (渤海)
建興（819年—830年）是渤海国宣王大仁秀的年号，共计12年。

## 纪年
新舊《唐書》記載其年號名稱，但未明確指出確切年代範圍。金毓黻編著的《渤海國志長編》考訂認為在西元819年至830年，總計使用12年；李崇智《中國歷代年號考》從金說。另有魏國忠《渤海國史》及梁玉多《渤海國編年史》認為在818年至830年，總計使用13年。劉曉東根據朝鮮咸鏡北道的渤海寺址出土的一個木盒內裝的文字紙條有「渤海宣王九年丙午三月十五日」等文字，認為渤海宣王九年當為唐朝寶曆二年，上推元年為唐朝元和十三年，即818年，大仁秀是即位後當年改元。

### 819年改元說
| 建興 | 元年  | 2年   | 3年   | 4年   | 5年   | 6年   | 7年   | 8年   | 9年   | 10年  |
| ---- | ----- | ----- | ----- | ----- | ----- | ----- | ----- | ----- | ----- | ----- |
| 西元 | 819年 | 820年 | 821年 | 822年 | 823年 | 824年 | 825年 | 826年 | 827年 | 828年 |
| 干支 | 己亥  | 庚子  | 辛丑  | 壬寅  | 癸卯  | 甲辰  | 乙巳  | 丙午  | 丁未  | 戊申  |
| 建興 | 11年  | 12年  |       |       |       |       |       |       |       |       |
| 西元 | 829年 | 830年 |       |       |       |       |       |       |       |       |
| 干支 | 己酉  | 庚戌  |       |       |       |       |       |       |       |       |

### 818年改元說
| 建興 | 元年  | 2年   | 3年   | 4年   | 5年   | 6年   | 7年   | 8年   | 9年   | 10年  |
| ---- | ----- | ----- | ----- | ----- | ----- | ----- | ----- | ----- | ----- | ----- |
| 西元 | 818年 | 819年 | 820年 | 821年 | 822年 | 823年 | 824年 | 825年 | 826年 | 827年 |
| 干支 | 戊戌  | 己亥  | 庚子  | 辛丑  | 壬寅  | 癸卯  | 甲辰  | 乙巳  | 丙午  | 丁未  |
| 建興 | 11年  | 12年  | 13年  |       |       |       |       |       |       |       |
| 西元 | 828年 | 829年 | 830年 |       |       |       |       |       |       |       |
| 干支 | 戊申  | 己酉  | 庚戌  |       |       |       |       |       |       |       |

## 同期存在的其他政权年号
- 中國
  - 元和（806年－820年）：唐朝—唐憲宗李純之年號
  - 長慶（821年－824年）：唐朝—唐穆宗李恆之年號
  - 寳曆（825年－827年）：唐朝—唐敬宗李湛之年號
  - 大和（827年－835年）：唐朝—唐文宗李昂之年號
  - 全義（816年－819年）：南詔—勸利晟之年號
  - 大豐（820年－823年）：南詔—勸利晟之年號
  - 保和（824年－839年）：南詔—勸豐祐之年號
  - 彝泰（815年－838年）：吐蕃—可黎可足贊普赤祖德贊之年號
- 日本
  - 天長（824年－834年）：淳和天皇之年號
  - 弘仁（810年－824年）：嵯峨天皇之年號

## 深入閱讀
- 李崇智. . 北京: 中華書局. 2004年12月. ISBN 7101025129.
- 鄧洪波. . 臺北: 國立臺灣大學東亞經典與文化研究計劃. 2005年3月  [2022-01-03]. ISBN 9789860005189. （原始内容 (pdf)存档于2007-08-25）.
- 魏國忠、楊雨舒. . 北京: 中國社會科學出版社. 2019年12月. ISBN 7520331777.
- 梁玉多. . 哈爾濱: 黑龍江人民出版社. 2004年12月. ISBN 720706005.

| 前一年號： 太始 | 渤海国年号 819年－830年 | 下一年號： 咸和 |